# Jean-Paul Gaultier

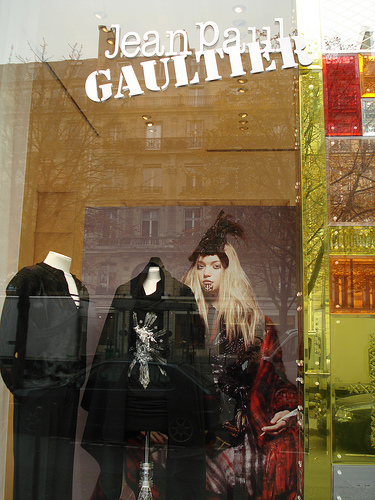
Jean Paul Gaultier termékek egy kirakatban

Jean-Paul Gaultier (teljes neve: Jean-Paul Victor Raoul Gaultier; Bagneux, 1952. április 24. –) francia divattervező, stylist, üzletember, a Jean Paul Gaultier cég tulajdonosa. 

## Életpályája
Párizs egyik külvárosában, egy könyvelő és egy pénztáros egyetlen fiaként született.
Kezdetben olyan divatházaknak dolgozott, mint Pierre Cardin, Jacques Esterel, Jean Patou. Saját neve alatt a Pierre Cardinnél indította el első kollekcióját az 1970-es években. 
Önálló karrierjét a japán Kashiyama csoport anyagi támogatásával indította el az 1980-as években. Gaultier és nemzedéke elutasította az akkoriban divatos  haute couture konformizmusát, amelyet akkoriban Yves Saint Laurent vagy Carven testesített meg. Számos újítás fűződik a nevéhez, így a topként viselt fűző, a tetovált hatású harisnya és a férfi szoknya. Ismertető jegyei a skótkocka, a bretoning és a szmoking voltak.
Extravagáns kollekciói extravagáns külsejű manökenekkel is párosultak – kifutóin gyakran lehetett látni idősebb vagy éppen széttetovált nőket és férfiakat. Világhírűvé az általa tervezett, 1990-ben Madonna által a „Blond Ambiton” turnéján viselt, kúpos csészés melltartóval vált. 2006-ban is Gaultier tervezte a ruhákat, illetve jelmezeket Madonna Confessions Tour turnéjához. 
2020 elején látványos haute couture bemutatóval visszavonult a nyilvános szerepléstől.